# Austromerope brasiliensis
Espèce
Austromerope brasiliensis est une espèce d'insectes de la famille des Meropeidae (ordre des mécoptères) apparemment endémique du Brésil, décrite en 2013 par Renato J.P. Machado (d), Ricardo Kawada (d) et José A. Rafael (d). Seuls des exemplaires adultes sont connus ; aucune larve n'a été trouvée.

## Description
L'holotype de Austromerope brasiliensis, un mâle, présente un corps de 20 mm et des ailes de 13,8 mm.

## Étymologie
Son nom spécifique, composé de brasil et du suffixe latin -ensis, « qui vit dans, qui habite », lui a été donné en référence au Brésil où cette espèce a été découverte. 

## Publication originale
- (en) Renato Jose Pires Machado, Ricardo Kawada et José Albertino Rafael, « New continental record and new species of Austromerope (Mecoptera, Meropeidae) from Brazil », ZooKeys, Sofia, Pensoft Publishers (d), vol. 269, no 269,‎ 15 février 2013, p. 51-65 (ISSN 1313-2989 et 1313-2970, OCLC 248547717, PMID 23653525, PMCID 3592268, DOI 10.3897/ZOOKEYS.269.4255, lire en ligne).